# FreeSpace 2
 (juin 2016).
Si vous disposez d'ouvrages ou d'articles de référence ou si vous connaissez des sites web de qualité traitant du thème abordé ici, merci de compléter l'article en donnant les références utiles à sa vérifiabilité et en les liant à la section « Notes et références ».
FreeSpace 2 est un jeu vidéo de combat spatial développé par Volition et édité par Interplay Entertainment, sorti en 1999 sur Windows.

## Synopsis
Les évènements de FreeSpace 2 se déroulent trente-deux ans après FreeSpace 1. L'Alliance entre les Terriens et les Vasudans est scellée par la fondation de la GTVA (Galactic Terran-Vasudan Alliance). La campagne se déroule sur trois fronts. La priorité absolue est de stopper le NTF (Neo-Terran Front) mené par l'Amiral Aken Bosch. Bosch, un ancien Amiral de la GTVA qui servait dans la GTI comme pilote, a monté un groupe de Terriens rebelles sous la bannière de la haine des Vasudans. La seconde priorité est d'étudier le dispositif Knossos, un appareil massif en forme d'anneau qui semble avoir été conçu par les Anciens. En fait, il s'agit d'un générateur de portails de sauts artificiels. Il intéresse bien évidemment les Terriens, qui sont toujours à la recherche d'un moyen pour contacter la Terre. La dernière priorité, et la plus dangereuse, est d'enrayer la nouvelle invasion Shivan. Cette fois, cette race possède un nouveau déploiement de vaisseaux, dont l'effrayant vaisseau-amiral de classe Sathanas, excèdant les 5,5 kilomètres de longueur.
Tout au long du jeu, le joueur découvre les vérités détenues par le NTF sur les Shivans et par le GTI sur le fonctionnement du dispositif Knossos. L'insurrection NTF est réprimée vers le début du jeu, avant que le portail Knossos ne soit découvert puis activé. Ce portail permet à tous les vaisseaux qui le traversent, de se retrouver dans une nébuleuse infestée de forces Shivans. Au sein de cette nébuleuse se trouve un second portail Knossos. Une fois ce second portail découvert, la GTVA ordonne une retraite immédiate de la flotte ainsi que la destruction sans délai du premier portail Knossos. Malheureusement, la destruction du portail ne servira à rien, et les Shivans se lancent alors dans une seconde invasion, toujours aussi puissante et destructrice.
La GTVA ordonne alors un exode massif des populations Terriennes et Vasudans se trouvant sur la route des Shivans. La GTVA possède pourtant deux pièces majeures : le GTVA Colossus et le GTD Bastion. Le premier est un vaisseau-amiral de plus de 6 kilomètres de longueur, qui aura nécessité vingt années de travail et qui dispose d'une puissance de feu inouïe. Le second est le même vaisseau que celui de FreeSpace 1, mais chargé de bombes de type « Meson », conçu dans le but d'exploser au moment de son entrée dans le portail de saut reliant les systèmes Capella et Epsilon Pegasi, afin d'empêcher les Shivans d'attaquer Epsilon Pegasi, de la même manière que l'explosion du Lucifer scella l'accès au système Solaire dans le premier épisode.
Malgré l'exode, les Shivans continuent leur assaut et ne montrent aucun signe de faiblesse. Le Colossus joue un rôle primordial dans beaucoup de missions, notamment lorsqu'il s'agit de vaincre les forces du NTF, dont les destroyers de classe Orion qui se retrouvent totalement inefficaces face à la supériorité du Colossus. Bien qu'il fût capable, avec une équipe de bombardiers lourds, de détruire un vaisseau de classe Sathanas (non sans mal), il fut incapable de contrer les quatre-vingt autres Sathanas envoyés par le portail Knossos. Durant la retraite du système Capella, le Colossus assure la sécurité des transports civils et militaires, lorsqu'il se fait attaquer par un vaisseau-amiral Shivan de classe Ravana. Victorieux mais affaibli, le Colossus est alors dévasté en une vingtaine de secondes par un Sathanas envoyé en renfort. Sa destruction fit littéralement dégringoler le moral de la GTVA, tandis que les Shivans s'approchaient de plus en plus de la fin du génocide, débuté il y a trente-deux ans.
Dans une cinématique, vers la fin du jeu, le joueur visionne la rédaction du journal de bord de Bosch. À ce moment du jeu, le joueur sait déjà que Bosch a essayé d'établir le premier contact avec les forces Shivans ; depuis lors, aucune tentative n'a réussi complètement. Pendant que le joueur écoute le journal, il est révélé qu'apparemment, Bosch réussissait chacune de ses tentatives. De surcroît, lui et plusieurs membres de son équipage étaient en train de monter à bord d'un vaisseau de transport Shivan pour une raison inconnue, pendant que la majeure partie des membres du NTF se faisaient massacrer depuis la découverte de leur vaisseau-amiral Iceni. Il n'a jamais été révélé si les Shivans étaient vraiment intéressés pour entrer en contact avec les Terriens, ni à quoi ont pu servir les communications entre Bosch et les Shivans. Le moyen de communication utilisé par Bosch se nomme Projet Etamnanki (abrégé E.T.A.K.) ; il est le fruit de l'utilisation des technologies détenues par la GTI.
Dans la mission finale de FreeSpace 2, le joueur a pour tâche d'assurer la protection du personnel civil et militaire du système Capella, où les Shivans réunissent, sans motif apparent, tous leurs vaisseaux de classe Sathanas. Au moins quatre-vingt Sathanas entourent l'étoile du système. Durant les dernières minutes du jeu, l'étoile de Capella se transforme en supernova et le joueur est confronté à ce choix : rester sur le champ de bataille pour aider les derniers civils à s'échapper (ce qui va provoquer la mort du joueur, dans le souffle de l'explosion), ou se diriger vers le portail de saut et s'échapper. Les deux options peuvent être jouées et le jeu se terminera de toute manière, seule la cinématique de fin changera.
La cinématique finale montre la flotte Sathanas durant la procédure d'explosion de l'étoile. Juste avant l'explosion, la majeure partie de la flotte entre en voyage sub-spatial et s'échappe vers une destination inconnue. La raison pour laquelle les Shivans détruisirent cette étoile reste une des questions majeures, que se posent les fans de la série. Une solution à cette question est peut-être donnée dans l'une des deux cinématiques de fin. En effet, si le joueur échappe à la supernova, l'Amiral Petrarch, capitaine du vaisseau à bord duquel se trouve le joueur, émet l'hypothèse selon laquelle les Shivans retournent dans leur monde d'origine, ce qui pourrait expliquer pourquoi autant de Sathanas sont entrés en voyage sub-spatial juste avant l'explosion de l'étoile. Un tel exode peut être considéré comme une fin de l'histoire de la série.

## LeFreeSpace 2 Source Code Project

### Historique
En avril 2002, Volition libéra le code source du moteur de FreeSpace 2. Ceci permit aux codeurs de modifier le jeu en profondeur. Pour éviter l'apparition d'une pléthore de versions différentes, un projet unique fut organisé, avec pour but principal d'améliorer le jeu. Le FreeSpace 2 qui en résulte, possède beaucoup d'avantages par rapport à son ancienne version, dont :
- Hardware T&L, permettant l'emploi de modèles considérablement plus complexes.
- Detail boxing, permettant l'emploi de modèles plus complexes. Il s'agit d'une méthode efficace de LOD-ing (level-of-detail).
- Axe de tourelle non-verticale, permettant aux tourelles (et aux sous-objets) d'êtres montées sur des surfaces de vaisseaux non planes.
- Support d'animation étendu, permettant des animations complexes des sous-objets.
- Compatibilité pour les textures Jpeg et TGA, pour supprimer la limite des 256 couleurs imposée par le format PCX.
- Compatibilité textures DDS, pour un usage efficace de la mémoire vidéo.
- Format de conteneur EFF, pour optimiser les animations, permettant l'utilisation du DDS, les textures Jpeg et TGA.
- Effets de brillance, de luisance et de réflexion de l'environnement, pour donner un lustre et une rugosité à une texture, imitant ainsi les propriétés de vrais matériaux.
- Ajout de Sexps supplémentaires.
- Amarrage multiple (la version originale ne permettait qu'à deux vaisseaux d'être amarrés à un vaisseau-amiral / cargo), pour représenter des scènes complexes de sauvetage / capture de vaisseaux majeurs.
- Variables globales pour un contrôle complexe de la campagne, permettant de transporter des données d'une mission à l'autre.
- Programmation dans le langage Lua.
- Support OpenGL (actuellement, il s'agit d'une caractéristique standard).
- Support pour Linux et Mac OS X.
- Support audio OpenAL.
- Support du format OGG pour les fichiers audio compressés en Vorbis.

En addition, des packs ont été développés pour tirer profit de l'amélioration du moteur du jeu. Ces packs contiennent des modèles complexes et des textures en plus haute résolution. En résultat de ces améliorations, le moteur du jeu est devenu graphiquement supérieur (et aussi plus flexible), tout en gardant les éléments du gameplay qui ont fait le succès de FreeSpace 2.

### Campagnes de la communauté
Il existe plusieurs campagnes fabriquées par des fans qui rivalisent avec la complexité de la campagne originale. En voici une liste non exhaustive :
- Derelict est l'une des plus longues campagnes réalisées.
- Transcend une autre campagne FreeSpace 2.
- Deus Ex Machina une autre campagne FreeSpace 2.
- BRShivans deux mini-campagnes faisant intervenir les Shivans. Note : si vous le téléchargez, pensez à télécharger les deux fichiers de Cobra, disponibles dans le même forum, qui corrigent une erreur dans la campagne (impossibilité d'utiliser une autre arme que le Disruptor). Vous devez les placer dans le répertoire data\missions du mod BRShivan.
- FSPort adaptation de la campagne de FreeSpace 1 pour être jouée sur FreeSpace 2.
- Awakenings une campagne FreeSpace 1 qui nécessite l'installation de FSPort.

### Contrat de licence deFreeSpace 2
FreeSpace 2 est remarquable, dans le sens où il permet aux joueurs de le copier et le distribuer librement à des amis ou à des connaissances. Cela, en plus de la libération du code source, font partie des raisons pour lesquelles le jeu est encore disponible des années après sa sortie.
Voici une portion du contrat de licence, avec les parties importantes mises en gras :
« The Software, including, without limitation, all code, data structures, characters, images, sounds, text, screens, game play, derivative works and all other elements of the Software may not be copied (except as provided below), resold, rented, leased, distributed (electronically or otherwise), used on pay-per-play, coin-op or other for-charge basis, or for any commercial purpose. You may make copies of the Software for your personal noncommercial home entertainment use and to give to friends and acquaintances on a no cost noncommercial basis. This limited right to copy the Software expressly excludes any copying or distribution of the Software on a commercial basis, including, without limitation, bundling the product with any other product or service and any give away of the Software in connection with another product or service. Any permissions granted herein are provided on a temporary basis and can be withdrawn by Interplay Productions at any time. All rights not expressly granted are reserved. »
En comparaison, des copies authentiques de FreeSpace 1 sont incroyablement difficiles à obtenir ; cependant, les missions de FreeSpace 1, incluant l'extension Silent Threat, ont été refaites pour le moteur de FreeSpace 2 sous le nom de FSPort.

### Importantes reconversions du moteur
- Diaspora basé sur la série télévisée Battlestar Galactica
- The Babylon Project basé sur la série télévisée Babylon 5
- Imperial Alliance basé sur les X-Wing et les Chasseurs TIE de l'univers de Star Wars
- Shadows of Lylat basé sur l'univers de Star Fox
- Wing Commander Saga basé sur l'univers de Wing Commander